# Krążowniki ciężkie typu Baltimore
Krążowniki typu Baltimore były krążownikami ciężkimi floty amerykańskiej podczas II wojny światowej. Do służby wprowadzono 14 okrętów podstawowego typu i 3 okręty ulepszonego podtypu Oregon City. Budowę kilku okrętów przerwano po zakończeniu wojny. Dwa kadłuby ukończono jako lotniskowce typu Saipan.
Większość okrętów tego typu wycofano ze służby do rezerwy tuż po wojnie. Niektóre powróciły do czynnej służby podczas wojny koreańskiej. Kilka jednostek tego typu przebudowano w latach 50. i 60. na krążowniki rakietowe (3 typu Albany i 2 typu Boston).

## Okręty typu Baltimore
| Numer kadłuba | Nazwa       | Oddanie do służby | Wycofanie  | Los okrętu |
| ------------- | ----------- | ----------------- | ---------- | ---------- |
| CA-68         | Baltimore   | 15.04.1943        | 31.05.1956 | złomowany  |
| CA-69/CAG-1   | Boston      | 30.06.1943        | 05.05.1970 | złomowany  |
| CA-70/CAG-2   | Canberra    | 14.10.1943        | 16.02.1970 | złomowany  |
| CA-71         | Quincy      | 15.12.1943        | 02.07.1954 | złomowany  |
| CA-72         | Pittsburgh  | 10.10.1944        | 28.08.1958 | złomowany  |
| CA-73         | Saint Paul  | 17.02.1945        | 05.05.1971 | złomowany  |
| CA-74/CG-12   | Columbus    | 08.06.1945        | 31.01.1975 | złomowany  |
| CA-75         | Helena      | 04.09.1945        | 29.06.1963 | złomowany  |
| CA-130        | Bremerton   | 29.04.1945        | 29.07.1960 | złomowany  |
| CA-131        | Fall River  | 01.07.1945        | 31.10.1947 | złomowany  |
| CA-132        | Macon       | 26.08.1945        | 10.03.1961 | złomowany  |
| CA-133        | Toledo      | 27.10.1946        | 21.05.1960 | złomowany  |
| CA-135        | Los Angeles | 22.07.1945        | 15.11.1963 | złomowany  |
| CA-136/CG-11  | Chicago     | 10.01.1945        | 01.03.1980 | złomowany  |